# Hittitologie
L’hittitologie est l'étude des Hittites, de leur langue, de leur civilisation et de leur histoire.
Les Hittites sont un peuple antique de langue indo-européenne installé principalement au centre de l'Anatolie (Turquie actuelle). Le cœur de leur territoire était le Hatti, avec pour capitale historique Hattusa.